# Stilpnolepis intricata
Stilpnolepis intricata là một loài thực vật có hoa trong họ Cúc. Loài này được (Franch.) C.Shih miêu tả khoa học đầu tiên năm 1985.